# Brandstätt (Dorfen)

Brandstätt

Brandstätt ist ein Gemeindeteil der Stadt Dorfen im oberbayerischen Landkreis Erding.

## Lage
Die Einöde Brandstätt liegt auf der Gemarkung Grüntegernbach, in der Luftlinie 2,5 Kilometer nordwestlich von Dorfen. Südlich der Einöde fließt das Brandstätter Bächlein, das in das Wieser Bächlein mündet, einem Zulauf des Kneißlbächleins.

## Bevölkerungsentwicklung
In Brandstätt gab es 1871 sieben Einwohner. Im Mai 1987 lebten dort drei Einwohner in einen Wohngebäude.
| Jahr      | 1871 | 1925 | 1950 | 1970 | 1987 |
| Einwohner | 7    | 7    | 12   | 5    | 3    |